# Аверардо ди Аверардо де Медичи
Вижте пояснителната страница за други личности с името Аверардо де Медичи.
Аверàрдо II ди Аверардо де Мèдичи (на италиански: Averardo de' Medici; * XIII век, † 1318, Флоренция, Флорентинска република) е флорентински политик и търговец. Той е един от първите Медичи, натрупал богатство с търговска дейност.

## Произход
Син е на Аверардо I де Медичи (док. 1280) и Бенричевута де Сици. Негови дядо и баба по бащина линия са Филипо ди Киарисимо I де Медичи и Алесия Грималди от Генуа.

## Биография
Избран е за приор през 1309 г. и за гонфалониер на правосъдието на Флорентинската република през 1314 г.
Избран от Петер Анжуйски, граф на Гравина, генерален капитан на гвелфите в Тоскана и Романя от името на брат му Роберт, крал на Неапол, измъчен от войната срещу гибелина Угучоне дела Фаджола.
През 1311 г. Тегия де Сици отстъпва на Аверардо, може би по икономически причини, половината от патронажа на църквата „Сан Томазо“ във Флоренция, а през 1350 г. неговите братовчеди получават другата половина от Джовани де Сици.
Синовете на Аверардо основават компанията Filii Averardi (Братя Аверарди) – банкова дейност, за която има информация до 1330 г.

## Брак и потомство
∞ за Мандина ди Филипо Аригучи от Фиезоле, от която има шестима сина:
- Якопо де Медичи († 1340), рицар, ∞ за Маргарита дел Антела, от която има един син, Аверардо (док. 1363)
- Джовенко де Медичи († 1320), от него произлизат два кадетски клона, които все още съществуват през 21 век: Медичи ди Отаяно, към които принадлежи папа Лъв XI, и Медичи Торнакуинчи
- Франческо де Медичи, ∞ за Бартоломеа Кавалканти, от която има син Малатеста († 1367);
- Салвестро де Медичи, известен като Киарисимо, ∞ за Лиза Донати, от която има трима сина: Джовенко, Аверардо и Таленто. От него произхождат основните клонове на Медичите: Кафаджоло и Пополано (или Требио) и следователно Великохерцогският клон
- Таленто де Медичи, ∞ за Лоренца дел Буоно, от която има син Марио († 1369)
- Конте де Медичи (док. 1339), ∞ за 1. Ненте Фалчиниери 2. за Лета Амидеи